# Động đất Nepal–Bihar 1934
Động đất Nepal–Bihar 1934 nằm trong số các trận động đất nghiêm trọng nhất trong lịch sử Nepal và bang Bihar của Ấn Độ. Trận động đất có cường độ 8.0 Mw xảy ra vào ngày 15 tháng 1, vào khoảng 2:13 chiều (IST) (08:43 UTC) và gây thiệt hại rộng khắp tại miền bắc Bihar và tại Nepal.

## Động đất
Chấn tâm của sự kiện này nằm tại miền đông Nepal, cách khoảng 9,5 km (5,9 mi) về phía nam của núi Everest. Các khu vực chịu thiệt hại nặng nhất về nhân mạng và tài sản trải dài từ Purnea tại phía đông đến Champaran tại phía tây (một khoảng cách gần 320 km (200 mi)), và từ Kathmandu tại phía bắc đến Munger tại phía nam (một khoảng cách gần 465 km (289 mi)). Trận động đất được tường thuật là cảm nhận được tại Lhasa cho đến Bombay, và từ Assam cho đến Punjab. Trận động đất mạnh đến nỗi tại Calcutta, là nơi cách chấn tâm khoảng 650 km, nhiều tòa nhà bị thiệt hại và tháp của Nhà thờ St. Paul bị sụp đổ.

### Tác động mặt đất
Một hiện tượng đáng chú ý của trận động đất này là các miệng phun cát và nước xuất hiện rộng khắp. Đất quanh những rãnh cát này lún xuống, gây thêm thiệt hại. Đất hóa lỏng trên quy mô rộng diễn ra trong 300 km (được gọi là vành đai sụp) trong động đất Bihar-Nepal 1934, trong đó nhiều công trình kiến trúc bị lơ lửng.

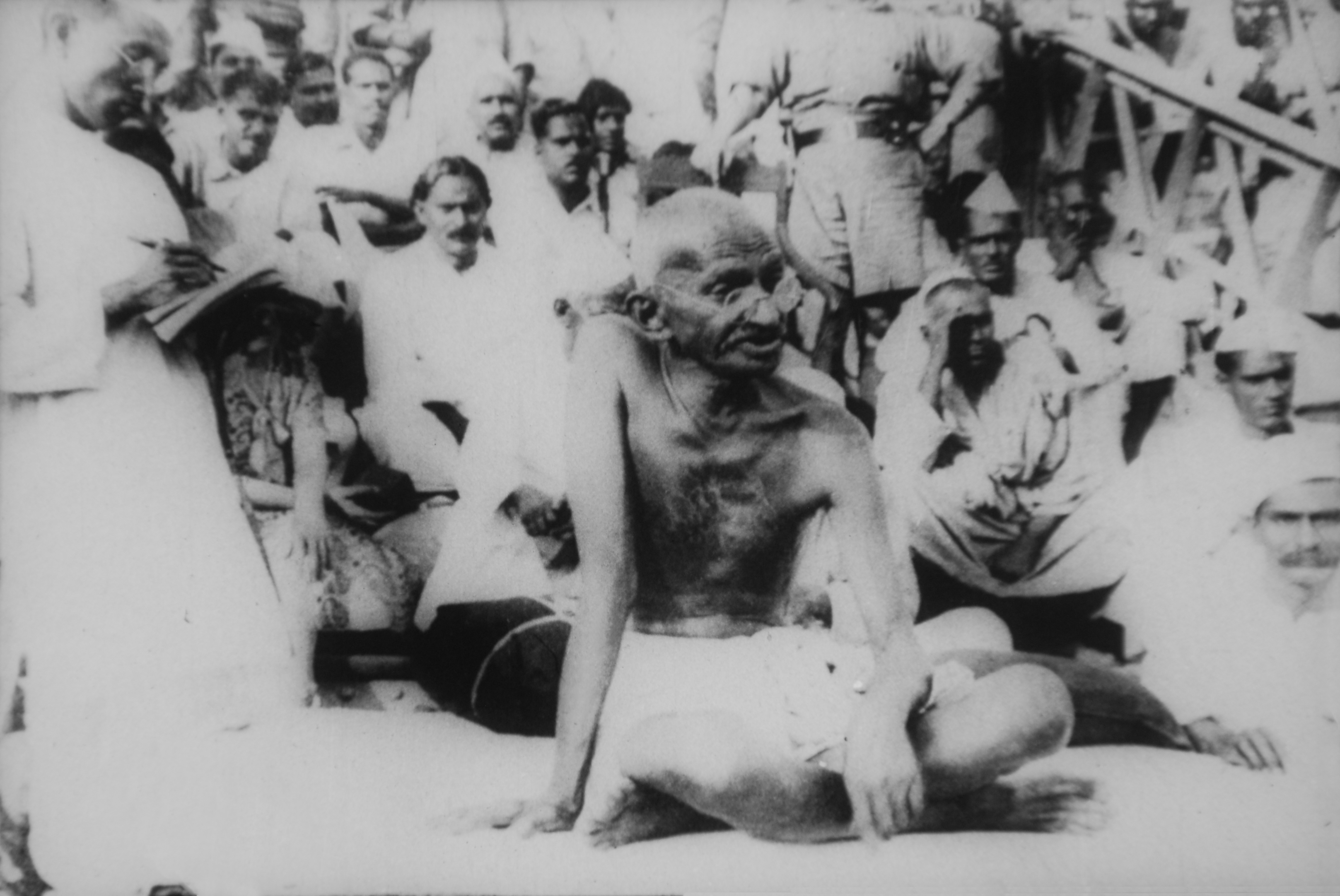
Gandhi đến sau động đất

Tại Muzzafarpur, các rãnh cát phun tại nhiều địa điểm trong thị trấn. Các giếng đầy cát, trong khi mực nước trong các bể thấp đi do cát lắng đọng tại các nền bể. Hầu hết các tòa nhà tại Muzzafarpur chịu thiệt hại. Toàn bộ các tòa nhà Kutcha sụp đổ, trong khi các tòa nhà khác chịu thiệt hại do đất lún và nứt.

### Thiệt hại
Ba đô thị chính của Thung lũng Kathmandu tại Nepal—Kathmandu, Bhaktapur và Patan—chịu tác động nghiêm trọng và hầu như toàn bộ các tòa nhà bị sụp đổ. Các vết nứt lớn xuất hiện trên mặt đất và một vài tuyến đường bị hư hại tại Kathmandu; tuy nhiên, đền thờ Pashupatinath, vị thần bảo hộ cho Nepal, không bị tổn hại nào.
Tại Sitamarhi, không ngôi nhà nào còn đứng vững. Tại Patna, chỉ còn một thành trì còn đứng vững, còn phần còn lại của đô thị bị biến thành gạch sỏi. Tại Rajnagar, gần Madhubani, toàn bộ các tòa nhà Kutcha bị sụp đổ. Các tòa nhà của Darbhanga Raj, trong đó có dinh Naulakha nổi tiếng, bị tác động nghiêm trọng. Tại Jharia trận động đất khiến vụ cháy ngầm lan truyền rộng hơn.
Tổng số người thiệt mạng là từ 10.700 đến 12.000 trong đó 7.253 được ghi nhận tại Bihar.

## Hậu quả
Mahatma Gandhi đến Bihar, ông viết rằng động đất Bihar là sự trừng phạt của thượng đến vì thất bại của Ấn Độ trong việc loại trừ đẳng cấp tiện dân.